# Gennaker

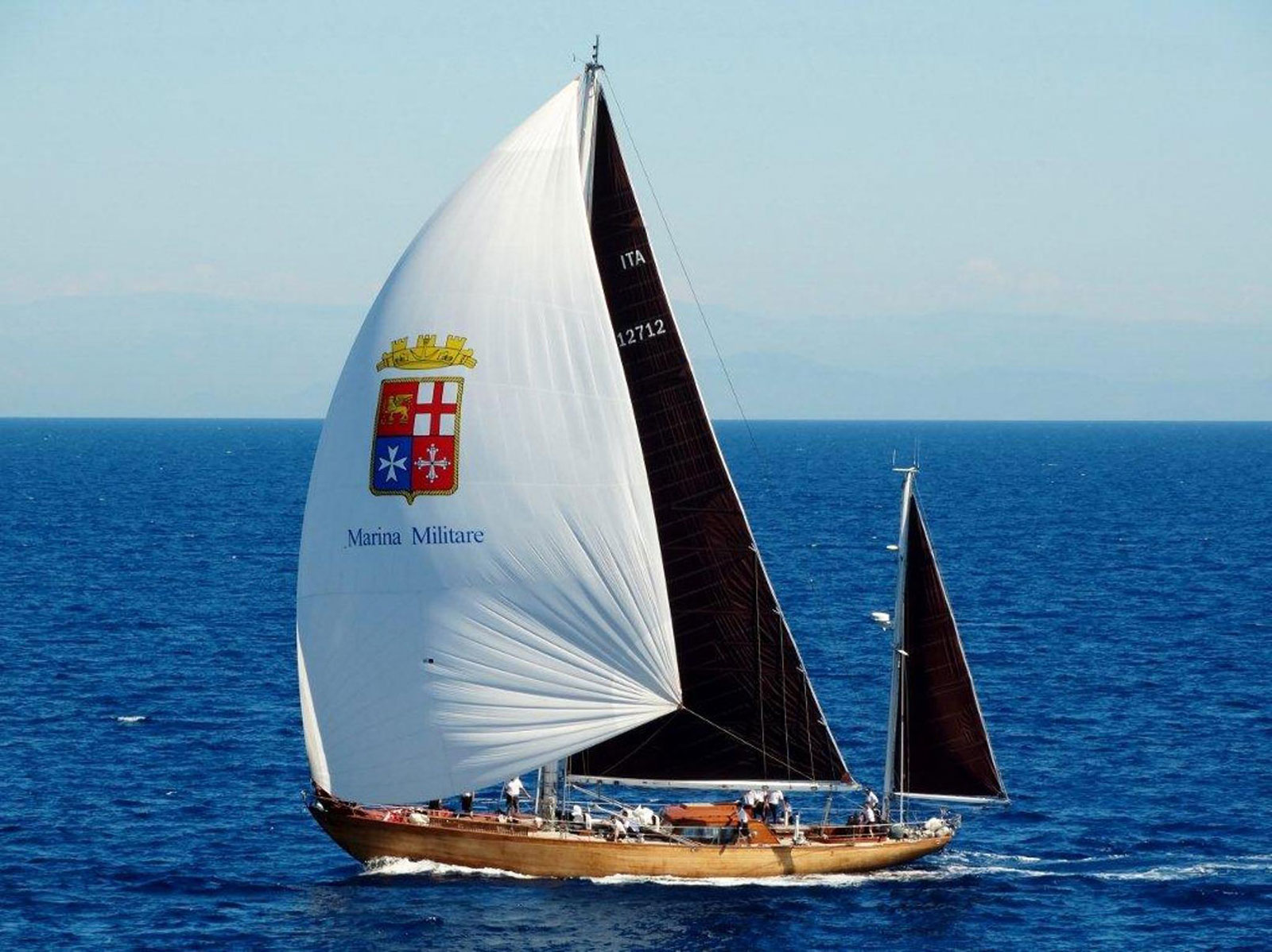
Un gennaker issato sullo yawl Capricia della Marina Militare.

Il gennaker (termine creato dalla fusione di genoa e spinnaker) è una tipologia di vela studiata per essere utilizzata nelle andature portanti, quindi trova il suo impiego nelle andature che vanno dal traverso al gran lasco. È molto simile allo spinnaker ma ha la particolarità di avere una superficie asimmetrica e di non usare il tangone in quanto potrebbe essere fissato (in gergo murato) a un bompresso oppure ad una delfiniera poste a prua (anche se in crociera spesso, se la barca non prevede nessuno dei due accessori, potrebbe essere murato a prua).
Il gennaker viene impiegato, poiché la sua forma gli permette di fungere da ponte fra le prestazioni del genoa e quelle dello Spinnaker. Infatti il genoa fornisce la massima spinta portante quando il vento apparente è compreso fra i 35 e 60 gradi; lo spinnaker invece raggiunge la massima spinta con vento apparente compreso fra 100 e 140 gradi. Per la sua geometria è meno portato a collassare su se stesso.
Il gennaker è sempre più diffuso anche sulle barche da crociera come alternativa allo spinnaker poiché è più semplice da utilizzare per un equipaggio inesperto. Nel contempo con andature portanti e vento leggero dà risultati migliori del genoa.
Anche nelle imbarcazioni con poco equipaggio e molto acrobatico (catamarani, skiff, derive) è utilizzato per la sua facilità di manovra.

## Armare il gennaker
Innanzitutto, congiungere l'angolo di drizza del gennaker con la drizza tramite una gassa, issare parzialmente e strozzare. Assicurare il punto di mura (spesso contrassegnato dal simbolo della veleria) al bompresso servendosi dell'apposito sagolino presente in testa al bompresso stesso. Estrarre il retriever e sfilare la "pallina" presente su di esso, quindi passarlo attraverso il più basso dei due anelli fissati alla vela. Infilare nuovamente la "pallina" sul retriever ed eseguire una gassa attorno all'anello superiore del gennaker. Se la manovra verrà eseguita correttamente, la "pallina" si troverà sul retriever tra i due anelli. Eseguire il circuito del gennaker passando attraverso i due bozzelli posizionati nel pozzetto o sui bordi, avendo cura a che la scotta passi per i bozzelli in modo che, nel caso in cui con molto vento si attivi o venga attivato il meccanismo di blocco del bozzello, sia possibile cazzare ma non lascare la scotta, e non viceversa (generalmente, comunque, il produttore mette un segno sul bozzello che indica la direzione in cui la scotta scorre in caso di blocco). Si consiglia di lasciare aperti i due circuiti della scotta del gennaker, senza applicare nodi d'arresto, cosicché' si possa liberare completamente il gennaker in caso di emergenza. Issare completamente, avendo cura che non si incastri sotto la barca (se l'armata è effettuata a terra, consigliato per le derive e le barche piccole) o in qualche manovra, e strozzare. Ammainare lascando la drizza e cazzando molto velocemente il retriever. Nelle barche con bompresso estraibile generalmente l'ammainare il gennaker fa rientrare automaticamente il bompresso, così come l'issare ne comporta l'uscita. Ammainando in acqua, è sempre preferibile eseguire la manovra in un'andatura la più vicina possibile alla poppa piena.

## Portare il gennaker
Portare la barca in andatura di lasco. Issare e cazzare la scotta dalla parte di sottovento, dando all'occorrenza alcuni leggeri strattoni per distendere le pieghe e le sovrapposizioni di vela. Per fare in modo che il gennaker si gonfi, orzare leggermente e lascare un po' di scotta finché non acquista una forma "panciuta". A questo punto, colui che manovra il gennaker (nelle derive a due il prodiere) si posizionerà in modo da poter vedere bene la caduta prodiera del gennaker e il resto dell'equipaggio si posizionerà di conseguenza in modo da bilanciare il peso e mantenere la barca nell'assetto corretto. Dopo aver preso posizione, il prodiere inizierà a lascare la scotta sottovento e a dare istruzioni al timoniere sulla direzione ideale per ottimizzare la spinta velica, ricordando - in linea generica, senza considerare le esigenze di rotta - che più la barca è poggiata, prima si può raggiungere la meta, posta ipoteticamente in una direzione raggiungibile in poppa, ma se si poggia troppo, il gennaker si sgonfia ed è necessario cazzare e orzare nuovamente per rigonfiarlo. Allo stesso modo, più il gennaker è lasco, più porta, ma se lo si lasca troppo, si perde pressione e si forma la cosiddetta "orecchia", il fenomeno che si manifesta quando la caduta prodiera si ripiega su se stessa ed è necessario cazzare nuovamente per riacquistare pressione. Ci dovrà essere quindi una continua comunicazione tra prodiere e timoniere, e una serie continua di piccoli movimenti del timone e regolazioni della scotta, che permetteranno anche di individuare i mutamenti di vento.

### L'abbattuta con il gennaker
Iniziare a poggiare e a lascare eventualmente le vele, il gennaker andrà lascato al massimo consentito prima che si formi l'"orecchia". Subito prima del cambio di mure, iniziare a cazzare sopravento il gennaker, per evitare che si incastri nello strallo del fiocco ("rischio" presente soprattutto nelle derive). Se la manovra verrà eseguita correttamente, il gennaker passerà senza problemi da un lato all'altro della barca e si rigonfierà. Se si dovesse appiattire sul fiocco, dare strattoni non troppo forti per farlo passare, verificando prima che non si sia impigliato su qualcosa che, al momento dello strattone, potrebbe danneggiare la vela. Nel caso in cui gli strattoni non fossero sufficienti, sarà necessario andare a farlo passare manualmente.